# 가파도
가파도(加波島)는 제주도에서 2.2 km 남쪽에 있는 섬으로, 행정구역상 제주특별자치도 서귀포시 대정읍 가파리이다.
섬의 면적은 마라도의 3배인 0.9 km2이고, 인구는 2014년 9월 말을 기준으로 245명이다.

## 지리
가파도는 대정읍 모슬포항에서 5 km 떨어져 있으며, 섬의 상동포구에서 7 km 남쪽에 마라도가 있다. 과거에는 마라도의 본섬 역할을 했으나, 1981년 4월 1일 마라도의 행정리(마라리)가 분리되었다.
최고봉은 약 20m로 구릉이 거의 없이 평탄하며, 해안은 대부분 암석해안을 이루고 있다. 땅이 매우 평평해 농사를 짓기 좋은 환경이므로 섬 안의 농경지는 대부분 청보리밭이고, 낚시터를 비롯하여 식당, 숙박업소가 갖추어져 있다. 해안선을 따라 자전거도로와 올레길이 나있고, 과거에 비해 인지도가 높아져 관광객 방문이 늘고 있다.

### 기후
온난 습윤 기후가 나타난다.

## 역사
가파도는 둘레가 4킬로미터 남짓 되는 섬으로 검은 소를 키우는 목장을 설치한 것은 영조 27년인 1751년 제주목사 정언유에 의해서였다.
처음에 소 50마리를 방목했는데, 1840년에 영국 함선 1척이 와서 정박하고 소들을 약탈하고 죽이고서 동아줄로 묶어 배에 실었다. 제주 지방관이 가볍고 빠른 배를 띄워 그 사정을 알아보려 하자 영국 함선이 대포 세 발을 쏘았다. 한 알은 바다에 떨어지고 하나는 절벽에 맞고 하나는 땅 위에 떨어졌는데, 그 크기가 둥근 박과 같았다고 한다.
1842년에 목사였던 이원조가 나라의 가축을 놓아 기르도록 하고, 주민들에게 들어가 농사를 짓는 것을 허락했다. 그리고 세금을 내게 하면서 큰 마을이 형성되었다. 가파도는 해산물과 감저(甘藷, 고구마)가 특산물이다. 섬 부근에는 암초가 많고 바닷물의 흐름이 급하여 예로부터 자주 선박이 재난을 당했기에 항해하는 사람들이 조심스레 지나가곤 했다.
가파도 남쪽 5리 해상에 외롭게 떠 있는 섬이 한국의 최남단에 자리를 잡은 섬이 마라도이다. 마라도는 해양국립공원으로 지정되어 있는 이 섬은 십여만 평의 땅에 몇 가구가 고기를 잡으며 살고 있다.

### 지명 유래
가파도는 모슬포 남쪽 바다에 있는 섬으로, 가파리ㆍ가파섬ㆍ가파도라고 부른다. 지명 유래와 관련하여 섬이 가오리처럼 생겼다 하여 '가파섬'이라 했다는 설, 파도가 섬을 덮었다는 뜻에서 '가파도'라는 설, 물결이 더한다는 뜻에서 '가파도'라 했다는 설, 섬의 모습이 덮어진 모양이어서 '더바섬'이라 했다는 설 등이 있다.
『신증동국여지승람』(대정)과 『남사록』, 『지영록』 등에는 '개도(盖島)'라 했다. 『탐라지』에는 '개파도(盖波島)', 『제주삼읍전도』에 '가파도(加波島)', 『대동여지도』에 '개파(盖波)', 『조선지형도』에 '가파도(加波島)'라 했다. 『제주삼읍전도』에는 가파도의 위치가 송악산 서쪽에 있는 것으로 잘못 그려졌다.

## 공공 시설
- 가파초등학교
- 가파보건진료소
- 가파치안센터
- 회을공원

## 같이 보기
- 마라도